# Хопман, Гарри
Генри Кристиан (Гарри) Хопман (англ. Henry 'Harry' Christian Hopman; 12 августа 1906, Глиб, Сидней — 27 декабря 1985, Семинол, Пинеллас, Флорида, США) — австралийский теннисист и теннисный тренер, в честь которого назван командный выставочный Кубок Хопмана.
- Семикратный чемпион Австралии и США в мужском и смешанном парном разряде
- В качестве капитана и тренера сборной Австралии — 16-кратный обладатель Кубка Дэвиса
- Член Международного зала теннисной славы с 1978 года; член Зала спортивной славы Австралии с 1991 года

## Игровая карьера
Гарри Хопман провёл свои первые матчи в Открытый чемпионат Австралии по теннису в 1926 году. В 1928 году его пригласили в сборную Австралии для участия в матче Кубка Дэвиса против итальянцев, которым австралийцы проиграли со счётом 4:1, а Хопман уступил в обеих своих одиночных встречах. В парах, однако, его карьера складывалась удачнее. Уже в 1929 году они с Джеком Кроуфордом были посеяны под первым номером в мужском парном разряде и стали чемпионами. Через год они повторили свой успех, а Хопман победил ещё и в смешанном парном разряде, где его партнёршей стала Нелл Холл, его будущая жена. Хопман, посеянный под первым номером, дошёл также до финала в одиночном разряде, проиграв там Эдгару Муну, позже в паре с Джимом Уиллардом уступил в финале чемпионата Франции Анри Коше и Жаку Брюньону (при этом Уиллард и Хопман стали лишь второй иностранной парой, добравшейся до финала в чемпионате Франции), а со сборной дошёл до полуфинала Европейской отборочной группы, где на их пути снова стали итальянцы.
В 1931 и 1932 годах Хопман ещё два раза подряд дошёл до финала чемпионата Австралии в одиночном разряде, оба раза проиграв бесспорному лидеру австралийского тенниса — Кроуфорду. В 1932 году он в последний раз выступал за сборную в качестве игрока и добрался с ней до финала отборочной группы, где их обыграли американцы. Помимо этого, он стал финалистом Уимблдонского турнира в паре с бельгийкой Жосан Сижар.
В дальнейшем успехи Хопмана в одиночном разряде снова пошли на спад, и его наиболее ярким результатом считается выход в четвертьфинал чемпионата США 1938 года, когда он обыграл двух посеянных соперников перед тем, как уступить Дону Баджу, завоевавшему в этом сезоне первый в истории Большой шлем. В миксте они с Нелл ещё трижды выигрывали чемпионат Австралии (в 1936, 1937 и 1939 годах; правда, в 1936 году, кроме них, в чемпионате участвовала всего лишь одна смешанная пара). В 1935 году Гарри и Нелл вышли в финал Уимблдонского турнира в смешанных парах, но проиграли хозяевам корта Дороти Раунд и Фреду Перри. В 1939 году, в отсутствие большинства европейских спортсменов, они с Кроуфордом дошли до финала чемпионата США в мужских парах, где проиграли тогдашним лидерам австралийского тенниса Джону Бромвичу и Адриану Квисту, а в смешанном разряде Хопман стал чемпионом США в паре с местной теннисисткой Элис Марбл.
Хопман продолжал игровую карьеру и после войны, деля своё время между выступлениями, тренерской практикой и работой в газете. В 1948 и 1949 годах они с Кроуфордом дважды подряд проиграли в полуфинале чемпионата Австралии среди мужских пар Бромвичу и Квисту, а на чемпионате Франции 1948 года Хопман дошёл до финала в паре с молодым соотечественником Фрэнком Седжменом, проиграв там шведу Леннарту Бергелину и чеху Ярославу Дробному. Свои последние матчи в турнирах Большого шлема Хопман провёл в 1951 году, в 44 года полностью сосредоточившись на тренерской карьере.

## Тренерская карьера
В 1938 году Хопман, ещё сохранявший хорошую форму как игрок, принял под своё руководство сборную Австралии в Кубке Дэвиса. Уже в 1939 году он довёл сборную, состоявшую из Джона Бромвича и Адриана Квиста, до раунда вызова — финального матча, где команда-победительница отборочной серии противостояла действующим обладателям Кубка Дэвиса. Этот матч австралийцы проиграли действующим чемпионам, американцам, но уже в следующем году в этом же составе стали новыми обладателями кубка.
Дальнейший розыгрыш трофея прервала война, а после неё в финальном матче 1946 года австралийцы снова уступили первенство сборной США, которой проиграли и три следующих финала. В 1950 году Хопмана, в послевоенные годы работавшего журналистом, уговорили вернуться на пост капитана сборной. Под его началом команда с первой же попытки обыграла американцев и вернула себе Кубок Дэвиса. За последующие 19 лет австралийская команда под руководством Хопмана завоевала Кубок Дэвиса ещё 14 раз, в общей сложности одержав за время его капитанства 38 побед при всего шести поражениях. Среди его воспитанников в эти годы были Фрэнк Седжмен, Кен Макгрегор, Лью Хоуд, Кен Розуолл, Род Лейвер, Нил Фрейзер, Джон Ньюкомб, Фред Столл, Тони Роч, Рой Эмерсон и Эшли Купер. Последний матч в качестве капитана сборной Хопман провёл в 1969 году в Мехико, где австралийцы проиграли хозяевам площадки.
Все послевоенные годы Хопман, как тренер и как журналист, последовательно боролся против профессионализации тенниса. В этот период его злейшим врагом был менеджер профессионального теннисного тура Джек Креймер, год за годом переманивавший ведущих австралийских игроков, безраздельно властвовавших в Кубке Дэвиса, в свой тур. Когда в 1951 году звезде австралийского тенниса Фрэнку Седжмену был предложен профессиональный контракт, Хопман организовал через свой журнал сбор средств, на которые была куплена бензоколонка, записанная на имя невесты Седжмена. Это помогло ему удержать Седжмена в любительском теннисе, но всего на один год. Позже Хопман использовал Седжмена в своей кампании против профессионального тенниса. Когда Седжмен, уже в качестве профессионала, предложил ему свою помощь в подготовке сборной, Хопман попросил его не выкладываться полностью в тренировочных играх с ведущими игроками, чтобы не снизить их самооценку. Седжмен выполнил просьбу Хопмана, а тот уже через несколько дней написал в статье о том, что его «мальчики» легко обыгрывают лучшего профессионала в мире, доказывая превосходство любительского тенниса перед профессиональным.
В 70-е годы Хопман перебрался в США, где продолжал тренировать молодых теннисистов, сначала в Нью-Йорке в Теннисной академии Порт-Вашингтон на Лонг-Айленде, а затем во Флориде, где открыл собственную теннисную академию. Среди его учеников в этот период были Витас Герулайтис и Джон Макинрой, а из более молодого поколения — Янник Ноа, Мари Пьерс и Мартина Хингис.

## Признание заслуг
В 1976 году Хопман был произведён в командоры ордена Британской империи. Два года спустя он стал членом Международного зала теннисной славы. В 1991 году его имя было внесено в списки Зала спортивной славы Австралии.
В 1988 году известный австралийский теннисист Пол Макнами получил согласие второй жены Гарри Хопмана, Люси, на то, чтобы новый выставочный турнир для смешанных национальных сборных носил имя Гарри Хопмана. Первый Кубок Хопмана стартовал в декабре того же года и с тех пор проходит ежегодно.